# 방폭복

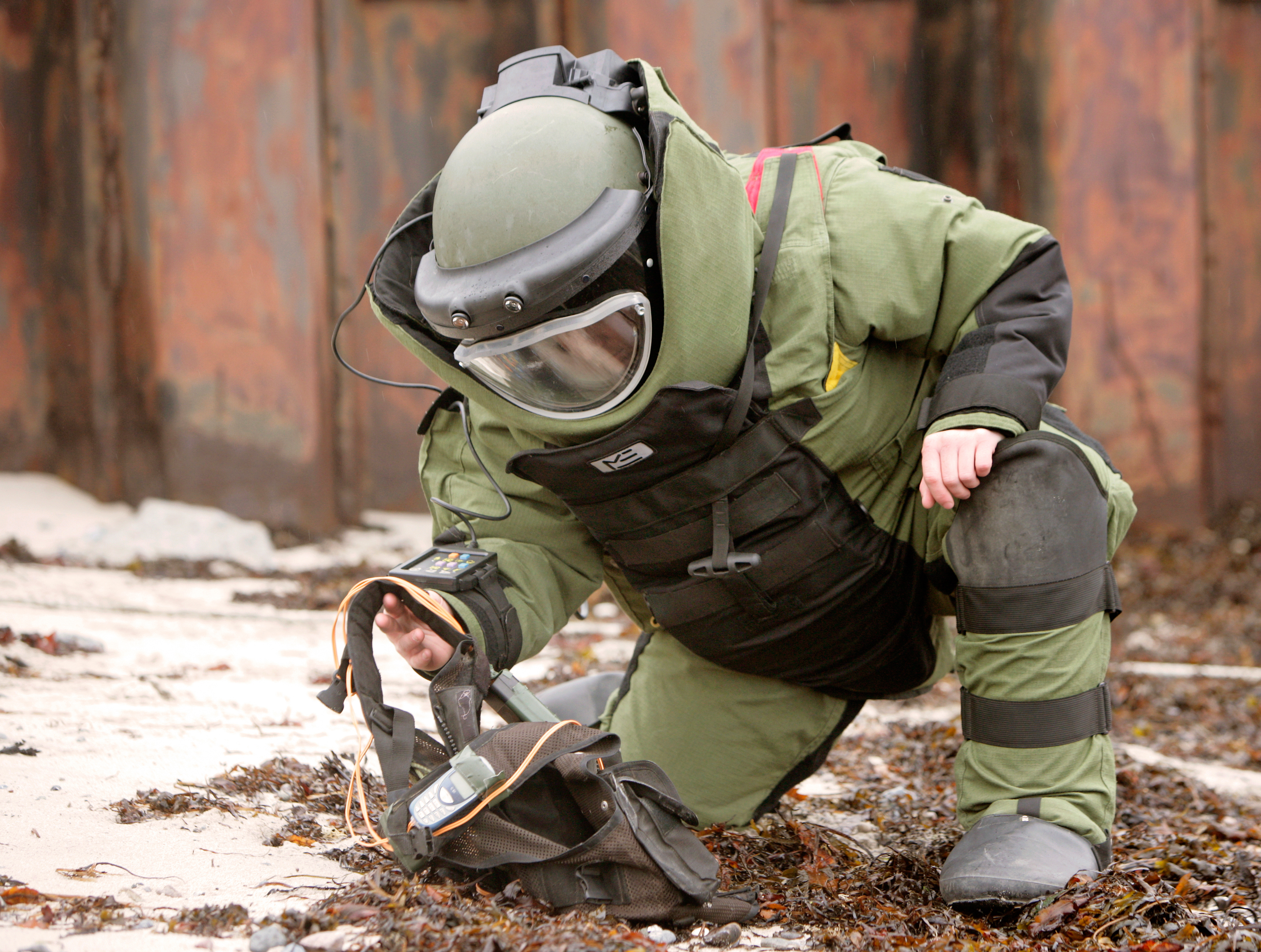

방폭복(Bomb suit), EOD 슈트(EOD suit, Explosive Ordnance Disposal suit)는 폭탄에 의해 생성되는 압력과 폭탄에서 생성될 수 있는 파편을 견디도록 설계된 무거운 방탄복이다. 일반적으로 폭탄 처리를 시도하는 훈련된 인원이 착용한다. 일반적으로 몸통과 머리 보호에 중점을 두는 탄도 갑옷과 달리 방폭복는 폭탄 폭발로 인한 위험이 몸 전체에 영향을 미치기 때문에 신체의 모든 부분을 보호해야 한다.
최대한의 보호를 위해 방폭복의 일부가 겹친다. 이 옷은 여러 가지 방법으로 보호한다. 폭발된 장치에서 나올 수 있는 발사체의 방향을 바꾸거나 정지시킨다. 또한 이 옷 내부의 사람에게 전달되는 폭발파의 압력을 멈추거나 크게 줄인다. 고급 방폭복(Advanced Bomb Suit)과 같은 대부분의 방폭복은 이러한 기능을 수행하기 위해 케블라, 폼(foam) 및 플라스틱 층을 사용한다.
보호를 극대화하기 위해 방폭복에는 교체 가능한 장갑 한 쌍과 손목 보호대 부착물이 함께 제공된다. 이는 착용자의 손에 작업에 필요한 이동성과 보호 기능을 제공하고 발견된 증거(예: 지문)의 교차 오염을 방지한다.
EOD 기술자는 잠재적이거나 확인된 폭발 위협에 대한 정찰, "안전한 렌더링" 또는 중단 절차 중에 방폭복을 착용한다. 이러한 보호복은 위협 장치가 폭발할 경우 파편화, 폭발 과압, 열 및 3차 영향으로부터 엄청난 수준의 보호 기능을 제공해야 한다. 동시에, 이 옷은 이동성이나 상황 인식을 크게 방해할 수 있다.

## 같이 보기
- 도화선 (신관)